# Agglutination (linguistique)
Pour les articles homonymes, voir agglutination.
En linguistique, l'agglutination est une modification phonétique reposant sur la réunion d'éléments phonétiques appartenant à des morphèmes différents en un seul élément morphologique.

## Définition
L'agglutination est la réunion en une seule unité de deux ou plusieurs termes originairement distincts. Le processus inverse est la déglutination.
En matière de typologie des langues, le procédé d'agglutination caractérise les langues agglutinantes, qui assemblent des éléments basiques ou morphèmes pour exprimer les divers rapports grammaticaux.

## Agglutination en français
- lierre : issu de l'agglutination de l'article l' de l'ierre (du latin hedera)[1],[2]
- aujourd'hui : issu de l'agglutination de au jour d'hui[2]
- lendemain : issu de l'agglutination de l'article l' de l'endemain (le jour suivant), lui-même formé de la préposition en et de demain[3].
- alentour : issu de l'agglutination de à l'entour[4].
- tante :  est une altération enfantine de l'ancien français ante (ta ante), lui-même issu du latin amita (sœur du père). On le retrouve dans l'anglais aunt[5],[6].
- lurette : ce nom, aujourd'hui uniquement utilisé dans l'expression il y a belle lurette, provient de l'expression dialectale il y a belle heurette. C'est une altération de heurette, diminutif de heure, peut-être par agglutination de l'article (l'heurette), et influence probable du radical lur-[7],[8]
- nombril : issu du latin populaire umbiliculus, diminutif du latin classique umbilicus (ombilic), par une série d'altérations, notamment l'agglutination de l'article l' (l'omblil) puis de l'article un (un ombril)[9],[10].

## Agglutination dans les toponymes
- Lille : le nom de la ville provient de l'agglutination de l'isle. De même en flamand la ville se nomme Rijsel, qui provient de l'agglutination de ter ijs(s)el[11].
- Lorient : le nom de la ville provient de l'agglutination de l'orient[11].

## Distinction
L'agglutination est à distinguer de la crase qui consiste en la contraction de deux syllabes ou éléments de mots consécutifs. Les articles contractés en français résultent d'une crase (Par exemple des pour de les).